# Album compagnon
L'album compagnon est une expression française qui concerne la musique. Plus précisément, elle désigne deux albums réalisés par deux artistes conjointement, mais ayant des maisons de disques différentes et qui souhaitent, chacune, éditer un album de leur artiste. En général, l'album compagnon a pour origine l'existence de clauses contractuelles d'engagement de la part des artistes respectifs.

## Particularités

### Premier type: deux albums différents
Le projet d'albums compagnons peut revêtir une forme d'échange : la publication consécutive de 2 albums issus d'une collaboration entre A et B  par échange contractuel :
- Exemple :
  - A & B : Disque 1 (Label L de l'interprète A) - Disque compagnon 1
  - A & B : Disque 2 (Label Z de l'interprète B) - Disque compagnon 2

### Second type: même contenu chapoté par un titrage différent
Le projet d'albums compagnons peut aussi revêtir une forme définie commune : Les 2 albums contiennent les mêmes titres dans un ordre pas forcément identique. L'intitulé de l'album peut être différent. La présentation et le design sont différents pour coller aux chartes graphiques d'édition, à la discographie de l'artiste et aux collections, aux labels existantes. Les auteurs sont en général inversés. 
Exemple : 
- A & B - Album rouge (Label L / Disque compagnon 1A) devient B & A - Album vert & rouge (Label Z / Disque compagnon 1B)

## Exemples de disques compagnons
- 1966 : Cal Tjader / Eddie Palmieri
- El Sonido Nuevo / The New Soul Sound (Verve Records)
- Bamboléate (Tico Records)